# Karel Thuysbaert
Charles Eugenius (Karel) Thuysbaert (Lokeren, 30 september 1816  - Lokeren, 21 januari 1874) was een Belgisch politicus. Hij was burgemeester van Lokeren.

## Levensloop
Hij was de zoon van Pieter Jozef Thysbaert, olieslager en schepen te Lokeren. Zijn neef was Prosper Thuysbaert jr., die eveneens politiek actief was.
Karel Thuysbaert trad in de politieke voetsporen van zijn vader en werd verkozen tot gemeenteraadslid te Lokeren, van 1872 tot 1874 was hij tevens burgemeester van deze stad. In deze hoedanigheid volgde hij de liberaal Adolf Van Landeghem op. Daarnaast was hij van 1865 tot 1874 provincieraadslid van de provincie Oost-Vlaanderen.